# Miller-Blütenfledermaus
Die Miller-Blütenfledermaus (Glossophaga longirostris) ist eine Blütenfledermaus aus der Familie der Blattnasen (Phyllostomidae), die in Zentral- und Südamerika beheimatet ist.
Der Gattungsname Glossophaga leitet sich vom griechischen glossa (= Zunge) und phagein (= essen) ab. Die Artname longirostris kombiniert die lateinischen Ausdrücke longi (=lang) und rostrum (=Schnauze/Schnabel).

## Beschreibung
Die Miller-Blütenfledermaus besitzt wie die meisten Blütenfledermäuse eine verlängerte Schnauze und eine sehr lange Zunge. Zur Familie der Blattnasen gehörend besitzt sie zudem ein markantes Nasenblatt von 6,1 mm Länge. Sie ist die größte Art der Gattung Glossophaga, lässt sich aber von ihren Schwesterarten meist nur durch Unterschiede in den Charakteristika der Zähne unterscheiden. Die Weibchen sind durchschnittlich etwas größer als die Männchen (Gesamtlänge Weibchen: 58–80 mm, Männchen: 52–75 mm), wiegen jedoch im Schnitt weniger (Weibchen: 12,8 g, Männchen 13,3 g). Das Fell ist zweifarbig, wobei das Bauchfell meist rötlich-braun und das Rückenfell zimtbraun ist. Wie bei den meisten Fledermäusen kann ein partieller Albinismus auftreten, welcher sich durch zufällig verteilte weiße Flecken im ansonsten einheitlich gefärbten Fell äußert. 
Zurzeit gibt es sechs Unterarten, jedoch weist die IUCN darauf hin, dass die Zuordnung der Art und Unterarten überarbeitet werden sollte.

## Lebensweise
Die Miller-Blütenfledermaus ernährt sich saisonal je nach Verfügbarkeit von verschiedenen Früchten, Nektar und Pollen, vor allem von Kakteen wie Stenocereus griseus, Subpilocereus repanus, Pilocereus tillianus und Früchten des Färbermaulbeerbaums. Durch ihre Ernährungsweise sind Blütenfledermäuse wichtige Samenverbreiter und Bestäuber von Pflanzen.
Die Art ist wie die meisten Fledermäuse nachtaktiv. Tagsüber hängt sie in Gruppen von bis zu 20 Tieren in Höhlen, Felsspalten, hohlen Bäumen und Häusern. In solchen Verstecken findet man neben Glossophaga longirostris auch Peropteryx macrotis, Mormoops megalophylla, Pteronotus davyi, Pteronotus personatus, Micronycteris megalotis, Große Lanzennasen (Phyllostomus hastatus), Glossophaga soricina, Leptonycteris curasoae und Brillenblattnasen (Carollia perspicillata). Die Arten hängen jedoch nie gemischt, sondern bewahren Abstand voneinander.
Die Weibchen sind bimodal polyöstrisch und gebären zweimal pro Jahr nach einer Tragezeit von etwa drei Monaten jeweils ein Jungtier. Der Zeitpunkt der Geburt ist regional mit dem Vorhandensein von Früchten und Blüten verschiedener Kakteen und Maulbeergewächsen synchronisiert.

## Verbreitung
Die Miller-Blütenfledermaus kommt im Norden Südamerikas von Kolumbien über Venezuela bis Guyana vor. Ihre Gefährdung kann durch die IUCN wegen der schlechten Datenlage und der Unklarheit der Zuordnung der Unterarten momentan nicht eingeschätzt werden.